# Kommissarin Heller: Hitzschlag
Hitzschlag ist ein deutscher Fernsehfilm von Christiane Balthasar aus dem Jahr 2016. Er basiert auf dem gleichnamigen Roman von Silvia Roth. Es handelt sich um den 5. Filmbeitrag der Kriminalfilmreihe Kommissarin Heller.

## Handlung
Winnie Heller bekommt es in ihrem fünften Einsatz mit einem Serienvergewaltiger zu tun, der zum wiederholten Male tätig wird. Er steigt heimlich in die Häuser seiner Opfer ein, betäubt sie und vergeht sich dann an ihnen. Sein jüngstes Opfer ist Irina Portner, die, nachdem sie aus der Bewusstlosigkeit erwacht, ihren Ehemann erstochen am Boden vorfindet. Für Kommissar Hendrik Verhoeven ist die Lage eindeutig: Der Vergewaltiger wurde vom Ehemann überrascht und hat ihn deshalb getötet. Kommissarin Heller will sich nicht so schnell festlegen, denn einige Aspekte passen nicht so richtig in die Serie der vergangenen Fälle. Da Irina Portner letztendlich nicht vergewaltigt wurde, was Kommissar Verhoeven auf das Erscheinen des Ehemannes zurückführt, dagegen aber ältere Misshandlungsspuren aufweist, hält Heller es für möglich, dass die Ehefrau ihren Mann getötet hat. Anhand der Blutanalyse und des daraus resultierenden Betäubungszustandes ist die untersuchende Ärztin davon überzeugt, dass Irina Portner zum Tatzeitpunkt nicht bei Bewusstsein war.
Jan Portner war ein renommierter Sternekoch, sodass Kommissarin Heller den Täter im beruflichen Umfeld vermutet. Den Zusammenhang mit der versuchten Vergewaltigung an der Ehefrau hält sie für ein Ablenkungsmanöver. Hauptverdächtig ist daher Richard Havel, der Mitinhaber von Portners Sternelokal. Nach Hellers Recherche hatte Havel Spielschulden und Portner wollte sich von ihm trennen. Erst nachdem sich ein stichhaltiges Alibi für den Tatzeitpunkt ergibt, ist Havel entlastet.
Somit befasst sich Kommissarin Heller mit den Betroffenen der vergangenen Fälle und möglichen Gemeinsamkeiten. Dabei stößt sie auf eine Poolservice-Firma, bei der ein Damian Kender angestellt ist. Dieser galt bereits bei den ersten Vergewaltigungsfällen vor sechs Jahren als tatverdächtig, wurde seinerzeit aber aufgrund einer Zeugenaussage seiner Großmutter entlastet. Nachdem Kender den erneuten Ermittlungsdruck gegen sich spürt, verliert er die Nerven und versucht seine Großmutter zu töten. Daraufhin wird er festgenommen und verhört. Heller kann den psychisch auffälligen jungen Mann zu einem Geständnis der Vergewaltigungen bringen, aber den Mord an Jan Portner leugnet er. Bei der Verlegung Kenders in die Untersuchungshaft gelingt ihm die Flucht. Dabei nimmt er die Ehefrau von Kommissar Verhoeven als Geisel und flieht mit ihr auf das Dach des Polizeipräsidiums.
Unerwartet wird auch die Ärztin Kira Schönenberg Zeugin dieser Entführung. Schönenberg wurde von Heller zu einer Befragung ins Präsidium bestellt, weil man herausgefunden hat, dass die Ärztin eine gute Bekannte von Jan Portners erster Frau ist. Da sie dies bisher verschwiegen hat und eine Selbsthilfegruppe für „Frauen häuslicher Gewalt“ leitet, macht sie das in den Augen der Kommissarin sehr verdächtig. Als sie die Ärztin dazu näher befragen will, erfolgt die Entführung und die Lage scheint zu eskalieren, als Kender seine Geisel mit einer Waffe bedroht, die er kurz zuvor einem Polizisten abgenommen hatte. Während Heller überlegt, wie sie Herr der Lage wird, ergreift Kira Schönenberg die Initiative, stürzt auf Kender zu und mit ihm vom Dach des Gebäudes. Zuvor hatte sie der Kommissarin ein Geständnis abgelegt, dass sie das, was jetzt alles passiert, nicht gewollt hatte. Portner hätte seine (erste) Frau nicht nur geschlagen, sondern sie regelrecht zerstört, sodass sie seit Jahren in einer psychiatrischen Klinik leben muss. Mit seiner zweiten Frau begann das gleiche Martyrium, was sie nicht mit ansehen konnte und Portner deshalb umgebracht hat. Sie dachte, dass sie damit klar komme, jemanden umgebracht zu haben, aber das funktionierte nicht. Deshalb richtete sie sich mit dem Sprung vom Dach selbst.

## Hintergrund
Nach dem Tod ihrer Schwester versucht Kommissarin Heller ihre Familienprobleme mit therapeutischer Hilfe zu lösen. Zusammen mit ihrer Mutter nimmt sie an Sitzungen von Dr. Jacobi teil.
Hitzschlag wurde am 16. Januar 2016 um 20:15 Uhr im ZDF erstausgestrahlt.

## Kritik
Rainer Tittelbach von tittelbach.tv wertete positiv und meinte: Hitzschlag ist ein „spannender, mit dezentem Psychothrill unterfütterter“, „gut strukturierter Gebrauchskrimi, der sich handwerklich, was Besetzung, Drehbuch, Look & Erzählfluss angeht, auf Premium-Niveau bewegt. Und Lisa Wagner spielt Winnie Heller noch einen Tick schräger und schroffer als bisher.“ „Sehr überzeugend und die Grundstimmung des Films stark beeinflussend ist einmal mehr Sebastian Urzendowsky (‚Polizeiruf 110 – Denn sie wissen nicht, was sie tun‘). Keiner schwitzt in ‚Hitzschlag‘ so bemitleidenswert wie er.“
Bei Quotenmeter.de kam Julian Miller zu dem Urteil: „Mit einem kohärenten Spannungsaufbau tut sich ‚Hitzschlag‘ […] ziemlich schwer. Zum einen liegt das daran, dass zumindest einer der Täter offen geführt wird und sich wenige andere Plotgerüste ausmachen lassen, aus denen man eineinhalb Stunden ein annehmbares Level an Suspense pressen könnte. Und zum anderen an der Dienst-nach-Vorschrift-Kultur, die diese Folge durchzieht.“
Die Kritiker der Fernsehzeitschrift TV Spielfilm vergaben die bestmögliche Wertung (Daumen nach oben) und befanden: „Starke Figuren, starker Fall, trotz leichter Übertreibungen“.
Auch Ulrich Feld bei der Frankfurter Neuen Presse fand die Episode „recht passabel.“ „Manches an dem Krimi wirkt also eher skurril als wirklich schlüssig, aber Martina Mouchot (Drehbuch) und Regisseurin Christiane Balthasar - die auch schon die vorhergehenden Heller-Filme inszenierte - setzen geschickt einige Schockeffekte, um das Interesse des Zuschauers nicht erlahmen zu lassen. Dazu kommt die Kamera von Hannes Hubach, die oft die mit tropischer Hitze aufgeladene Szenerie einfängt und dem Plot damit optisch eine gewisse surreale Sinnlichkeit verleiht. So wie Lisa Wagner ihrer Winnie Heller trotz deren sperrigen Charakters die notwendige Verletzlichkeit und damit Glaubwürdigkeit.“